# 求那毘地
求那毘地，梵名 Guṇavṛddhī，漢譯為「安進」。中天竺人。南朝劉宋大明以後少有出經，自求那毘地前來譯經後，僧俗皆歡喜讚歎。

## 早年生平
求那毘地年輕時即出家，跟著印度大乘法師僧伽斯Saṃghasena學習。聰穎過人，勤於讀誦記憶大小乘經典，有二十萬言之多。佛典以外，對於陰陽、卜筮之學也有所精通。

## 弘法經歷
南朝時，於齊高帝建元初年，駐錫在毘耶離寺。因為他個人的威儀端肅，王公貴人常常禮敬供養。
求那毘地為人弘厚，許多人萬里來歸外，南海商人也都向他學習佛教道理，其中為佛事而獻資贊助的弟子很多，求那毘地都接受，但個人並無私利，主要都用於興辦佛教事業。其後在建鄴修建了正觀寺。建築上，重閣層門，殿堂都經過整理裝飾，相當莊嚴。中興二年冬示寂，年壽不詳。

## 譯經貢獻
- 《百喻經》四卷

在天竺時，僧伽斯從《修多羅藏》中鈔出要切譬喻，有百則之多，主要目的是用來教授初入佛教的行人。求那毘地也通曉義旨，所以在南朝齊永明十年的秋天，新譯出《百喻經》四卷。
- 《十二因緣經》一卷
- 《須達長者經》一卷

## 註腳
1. ↑  《出三藏記集•卷14》：「自大明以後。譯經殆絕。及其宣流法寶世咸美之。」
2. ↑  《高僧傳•卷3》:「懃於諷誦。諳究大小乘將二十萬言，兼學外典，明解陰陽，占時驗事，徵兆非一。」
3. ↑  《高僧傳•卷3》:「初僧伽斯於天竺國，抄修多羅藏中要切譬喻撰為一部，凡有百事。」